# Rise of the Willing
Rise of the Willing is een band uit Twentynine Palms, Californië. De band maakt deel uit van de Palm Desert Scene.
In 2012 kwam het eerste album Dark Desert Tales uit. Het album is geproduceerd door Scott Reeder. Hij heeft akoestisch gitaar en keyboard als gastmuzikant toegevoegd aan het nummer "Gates of Hell".

## Discografie
- 2012 - Dark Desert Tales